# Onthophagus piffli
Onthophagus piffli é uma espécie de inseto do género Onthophagus, família Scarabaeidae, ordem Coleoptera.
Foi descrita cientificamente por Petrovitz em 1961.